# 정동호 (1941년)
정동호(鄭東鎬, 1941년 12월 15일~)는 대한민국의 정치인이다. 제24·25대 경상북도 안동시장(민선 1·2기)을 지냈다.

## 학력
- 안동초등학교
- 안동중학교
- 안동농림고등학교
- 중앙대학교 경제학과

## 역대 선거 결과
|  | 28.48% |

|  | 42.20% |

|  | 30.34% |

| 마지막 관선 안동시장 노병룡 | 제24·25대 경상북도 안동시장 1995년 7월 1일~2002년 6월 30일 | 후임 김휘동 |